# 佐藤
佐藤（日语：／ Satō */?）是日本第一大姓氏，总人数在1,887,000左右。

## 起源
佐藤氏是姓藤原氏。出自於藤原秀鄉之後裔，即藤原家中担任过左卫门尉因以佐藤為氏。此氏族繁榮而然隆興大族於日本。

## 歷史人物
- 佐藤信宽（日语：佐藤信寛），江戸時代後期的長州藩士、島根県令。

## 現代人物
- 佐藤荣作，第61〜63代内閣総理大臣。
- 佐藤利奈
- 佐藤麻衣
- 佐藤健  著名男演員。代表作：假面騎士電王、Q10
- 佐藤勝利 (sexy zone)
- 佐藤寛太 (劇團
EXILE)
- 佐藤篤志 (EXILE ATSUSHI)
- 佐藤拓也  聲優
- 佐藤聰美  聲優
- 佐藤美希  女藝人、水著女星
- 佐藤遙希  前成人影片女星

## 虛構人物
- 《便·當》的佐藤洋，主角，稱號為「變態」
- 《爆肝工程師的異世界狂想曲》的佐藤，主角，本名「鈴木一郎」
- 《棒球大聯盟》的佐藤壽也
- 《名偵探柯南》的佐藤美和子
- 《頭文字D》的佐藤真子
- 《為美好的世界獻上祝褔》的佐藤和真
- 《蠟筆小新》的佐藤正男
- 《亞人 (漫畫)》的佐藤，主要反派，本名「塞繆爾·T·歐文」

## 其他
由於佐藤的日語發音與砂糖類似（只有音調不同），因此在惡搞文化裡，佐藤常被置換成砂糖，暗喻很甜（天真）。
2024年，日本東北大學教授吉田浩發表一份研究，指如果日本不修法允許夫婦別姓，到了2531年，全國人都會姓佐藤。

## 關聯項目
- 佐藤氏